# NGC 2467
NGC 2467 (conosciuta anche come Nebulosa Teschio e Gum 9) è una nebulosa diffusa visibile nella costellazione della Poppa, con associato un ammasso aperto.

## Osservazione
Si individua 1,5° a sud-est della stella ξ Puppis. In alcune carte è riportata anche con il nome Sh2-311. Si tratta di una nebulosa ad emissione, visibile con un telescopio da almeno 120-150mm di apertura; l'ammasso aperto associato, per altro poco concentrato, contiene invece alcune stelle di nona magnitudine.

## Storia delle osservazioni
La nebulosa fu scoperta nel 1784 da William Herschel, il quale la descrisse come un "nebulosa planetaria", poiché mostra un aspetto vagamente circolare; non fece però menzione dell'ammasso aperto associato, il quale fu riconosciuto soltanto nel 1931 dall'astronomo Per Collinder, che per altro lo aggiunse nel suo celebre Catalogo omonimo con la sigla Cr 164. Tuttavia non è sicuro che si tratti di un ammasso di stelle legate fra loro dalla forza di gravità.

## Caratteristiche
Le stelle dell'ammasso sono tutte azzurre e illuminano la nebulosa. Sono presenti in quest'area due gruppi di stelle, la cui disposizione è interessante in quanto mostra un tratto della struttura a spirale della nostra Galassia: quelle facenti parte della generazione più vecchia sono disperse (Puppis OB2) lungo il braccio della Via Lattea ad una distanza di 13700 anni luce da noi, mentre ad una distanza di 8150 anni luce si trova un altro gruppo di stelle più giovani, denominato Puppis OB1, che appartengono ad un braccio di spirale più prossimo a noi e sono connesse a NGC 2467. La distanza della nebulosa è stimata sui 13700 anni luce, pertanto apparterrebbe al braccio di spirale più remoto dei due.

### Libri
- (EN) Stephen James O'Meara, Deep Sky Companions: Hidden Treasures, Cambridge University Press, 2007, ISBN 0-521-83704-9.

### Carte celesti
- Tirion, Rappaport, Lovi, Uranometria 2000.0 - Volume II - The Southern Hemisphere to +6°, Richmond, Virginia, USA, Willmann-Bell, inc., 1987, ISBN 0-943396-15-8.
- Tirion, Sinnott, Sky Atlas 2000.0 - Second Edition, Cambridge, USA, Cambridge University Press, 1998, ISBN 0-933346-90-5.
- Tirion, The Cambridge Star Atlas 2000.0, 3ª ed., Cambridge, USA, Cambridge University Press, 2001, ISBN 0-521-80084-6.